# Omar Monjaraz
Omar Monjaraz Campos (nació el 11 de mayo de 1982 en León, Guanajuato) es un exfutbolista mexicano, que se desempeñaba en la posición de lateral por derecha. Debutó con el Club León y se retiró con Lobos de la BUAP.
También jugó para Atlético Yucatán, Reboceros de La Piedad, Jaguares de Chiapas, Petroleros de Salamanca, Club Puebla y San Luis Fútbol Club.

## Trayectoria
Debutó en la Primera División de México con el Club León en la Temporada 1998-1999; llegó a La Piedad en junio del 2000. Permaneció con los Reboceros en la Primera División A durante un año, hasta que el equipo michoacano logró ascender al Máximo circuito de cara al Invierno 2001. En el Verano 2002 y bajo las órdenes del estratega Víctor Manuel Vucetich, integró el plantel que terminó como líder general de la competencia y que fue eliminado por el Club América en 4tos. de final, por marcador global de 6-2.
Tras la venta de la franquicia de La Piedad, pasó a Jaguares de Chiapas para el Apertura 2002; con los Naranjas estuvo dos Temporadas. 
Para la Temporada 2004-2005, fue cedido al Club Puebla en calidad de préstamo. Tras el descenso de los Camoteros, regresó con el conjunto Chiapaneco en junio del 2005. En la Temporada 2006-2007, tuvo participación con Petroleros de Salamanca, filial de Jaguares en la Primera División A. En junio del 2007, San Luis F.C. anunció su incorporación. Formó parte del plantel que participó en la Copa Libertadores del 2009, la primera incursión del equipo en una competencia internacional.
Para el Bicentenario 2010 regresó a La Piedad. Disputó la Temporada 2010-2011 con Lobos BUAP.
Se retiró del fútbol profesional en junio del 2011.

## Clubes

### Futbolista
| Club                    | País   | Año           |
| ----------------------- | ------ | ------------- |
| Club León               | México | 1998-1999     |
| Atlético Yucatán        | México | 1999-2000     |
| La Piedad               | México | 2000-2002     |
| Jaguares de Chiapas     | México | 2002-2004     |
| Club Puebla             | México | 2004-2005     |
| Jaguares de Chiapas     | México | Clausura 2006 |
| Petroleros de Salamanca | México | 2006-2007     |
| San Luis F. C.          | México | 2007-2009     |
| La Piedad               | México | 2010          |
| Lobos BUAP              | México | 2010-2011     |

## Selección nacional de México
En múltiples ocasiones fue convocado por la selección de fútbol sub-23 de México; participó en el preolímpico de la CONCACAF rumbo a los Juegos Olímpicos de 2004. 

## Palmarés

### Futbolista
Campeonatos nacionales
| Categoría            | Título                   | Club      | País   |
| -------------------- | ------------------------ | --------- | ------ |
| Primera División 'A' | Verano 2001              | La Piedad | México |
| Primera División 'A' | Final de Ascenso 2000-01 | La Piedad | México |

Campeonato internacional 
| Título                    | Club             | Sede   |
| ------------------------- | ---------------- | ------ |
| Preolímpico CONCACAF 2004 | Selección Sub-23 | México |